# آبروی فرزند
آبروی فرزند (لهستانی: Honor dziecka) یک تله‌فیلم درام تاریخی و عاشقانه لهستانی است که در سال ۱۹۷۶ ساخته و در سال ۱۹۷۸ منتشر شد.

## گزیدهٔ بازیگران
- آندژی وُیاچک
- هانا میکوچ
- امیلیا کراکوفسکا
- زجیسواف مروژفسکی
- ماریا ژابچینسکا
- زبیگنیف ساوان
- اِوا ژنتک
- یوزف ودینسکی
- آنتونی یوراش
- یان پاوئو کروک